# Конституционный референдум на Мадагаскаре (2010)
Конституционный референдум на Мадагаскаре, на котором избиратели одобрили создание Четвёртой республики с новой конституцией, состоялся 17 ноября 2010 года. Малагасийцам было предложено выступить за или против принятия новой конституции, которая, как считалось, поможет укрепить власть президента Высшей переходной администрации Мадагаскара (ВПА) Андри Радзуэлины.

## Предыстория

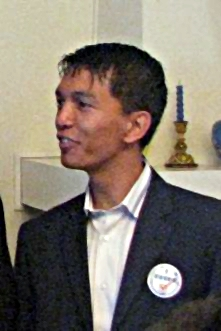
Андри Радзуэлина за два года до референдума

Радзуэлина был инаугурирован в качестве временного президента страны 17 марта 2009 года после поддержанного военными переворота против Марка Равалумананы. Затем он запланировал референдум по новой конституции.
Плебисцит рассматривался как проверка уровня доверия к Радзуэлине и как ключевой элемент легитимизации его правительства.

## Новая конституция
Одно из изменений в новой конституции предполагало сохранение должности президента ВПА в качестве временного президента страны до проведения выборов. Считалось, что это может позволить Радзуэлине оставаться у власти неопределенный срок, поскольку он не назначил ни даты своего ухода, ни прописанных условий для следующих выборов.
Следующие президентские выборы, состоявшиеся в итоге в 2013 году, планировалось провести в сентябре 2011 года (первоначально в мае 2011 года). Радзуэлина заявил, что не намерен в них участвовать. Однако одна из поправок в конституцию снижала возраст, позволяющий баллотироваться на пост президента, с 40 до 35 лет, что позволило 36-летнему Раджуэлине баллотироваться, если он того пожелал бы.
Новая конституция также содержала пункт, который требовал, чтобы кандидаты в президенты проживали на Мадагаскаре не менее шести месяцев до выборов, что фактически запретило Равалуманане и другим лидерам, живущим в изгнании, участвовать в выборах.

## Противостояние
Три основные политические партии Мадагаскара: «Я люблю Мадагаскар», «Союз за возрождение Мадагаскара» и «Выполняемая работа», каждую из которых возглавляет бывший президент Мадагаскара, призвали к бойкоту референдума. Бойкоты произошли в знак протеста против отказа Радзуэлины сформировать правительство с разделением власти в соответствии с пактом, составленным и подписанным самим Радзуэлиной в августе 2010 года. Они также раскритиковали изменение избирательных правил в разгар кампании.
Региональные организации, в первую очередь Африканский союз и Сообщество развития Юга Африки, раскритиковали отсутствие инклюзивности в ВПА и потребовали возвращения к переговорам.
Накануне голосования в столице Антананариву произошли небольшие беспорядки.

## Попытка военного переворота
В день голосования сообщалось, что власть в стране взяли в свои руки 21 военный офицер. Полковник Чарльз Андрианасоавина, который также поддержал предыдущий переворот 2009 года был ведущим офицером, сделавшим заявление о роспуске правительства. К нему также присоединился глава службы безопасности президента. Позже Андрианасоавина заявил, что планировал захватить президентский дворец, а также главный аэропорт страны. Офицерский корпус заявил, что работа всех правительственных учреждений была приостановлена, а управлять страной будет военный совет. Они также потребовали освобождения всех политических заключённых и возвращения всех лидеров из изгнания, в том числе Равалумананы.
Военное руководство пообещало подавить любое восстание. Местонахождение Радзуэлины не было известно, хотя голосование на референдуме продолжалось.
На следующий день командующий армией генерал Андре Ндриарихоана встретился с восставшими солдатами, однако никакого окончательного заявления сделано так и не было. Силы безопасности также применили слезоточивый газ, чтобы разогнать толпу в столице. Через три дня после попытки переворота силы безопасности атаковали базу, и после короткой перестрелки восставшие солдаты сдались.

## Результаты
Новая конституция была обнародована 11 декабря 2010 года, положив начало Четвёртой Республике Мадагаскар.
| Выбор                                            | Голосов   | %     |
| ------------------------------------------------ | --------- | ----- |
| Распределение голосов                            |           |       |
| За                                               | 2 657 962 | 70,65 |
| Против                                           | 924 592   | 24,58 |
| Недействительных бюллетеней                      | 179 423   | 4,77  |
| Общая характеристика                             |           |       |
| Явка                                             | 3 761 977 | 52,61 |
| Число избирателей                                | 7 151 223 | 100   |
| Источник: Vice Primature Chargée de l´ Intérieur |           |       |